# 325-й отдельный сапёрный батальон
325-й отдельный сапёрный батальон — воинское подразделение в вооружённых силах СССР во время Великой Отечественной войны. Во время Великой Отечественной войны в боевых действиях принимали три различных формирования батальона.

## 325-й отдельный сапёрный батальон Ленинградского фронта
Сформирован в Ленинграде в 1942 году.
В составе действующей армии во время ВОВ с 6 апреля 1942 по 24 сентября 1942 года.
24 сентября 1942 года переформирован в 266-й отдельный инженерный батальон

### Подчинение
| Дата            | Фронт (округ)                                                 | Армия      | Корпус | Примечания          |
| --------------- | ------------------------------------------------------------- | ---------- | ------ | ------------------- |
| 01.05.1942 года | Ленинградский фронт (Группа войск Ленинградского направления) | -          | -      | в подчинении группы |
| 01.06.1942 года | Ленинградский фронт (Ленинградская группа войск)              | 23-я армия | -      | -                   |
| 01.07.1942 года | Ленинградский фронт                                           | -          | -      | -                   |
| 01.08.1942 года | Ленинградский фронт                                           | -          | -      | -                   |
| 01.09.1942 года | Ленинградский фронт                                           | -          | -      | -                   |

## 325-й отдельный сапёрный батальон 55-й армии
Сформирован в Ленинграде 27 декабря 1941 года, путём переименования 2-го отдельного сапёрного батальона 55-й армии
В составе действующей армии во время ВОВ с 27 декабря 1941 по 1 февраля 1942 года.
Обеспечивал боевые действия войск 55-й армии в частности в районе Тосно
1 февраля 1942 года переформирован в 325-й отдельный инженерный батальон
Командир: майор Н.Ф. Григорьев

### Подчинение
| Дата            | Фронт (округ)       | Армия      | Корпус | Примечания |
| --------------- | ------------------- | ---------- | ------ | ---------- |
| 01.01.1942 года | Ленинградский фронт | 55-я армия | -      | -          |
| 01.02.1942 года | Ленинградский фронт | 55-я армия | -      | -          |

## 325-й отдельный сапёрный батальон 41-го стрелкового корпуса
Вероятно сформирован вместе с управлением 41-го стрелкового корпуса 1-го формирования в марте 1941 года.
В составе действующей армии во время ВОВ с 22 июня 1941 по 17 сентября 1941 года.
Повторил боевой путь корпуса, уничтожен в Лужском котле в сентябре 1941 года.

## Другие инженерно-сапёрные формирования с тем же номером
- 325-й отдельный инженерный батальон
- 325-й отдельный инженерно-сапёрный батальон, вч пп 43505. Входил в состав 8-й гвардейской армии ГСВГ, дислоцировался в Гере (ГДР).